# Převodovka

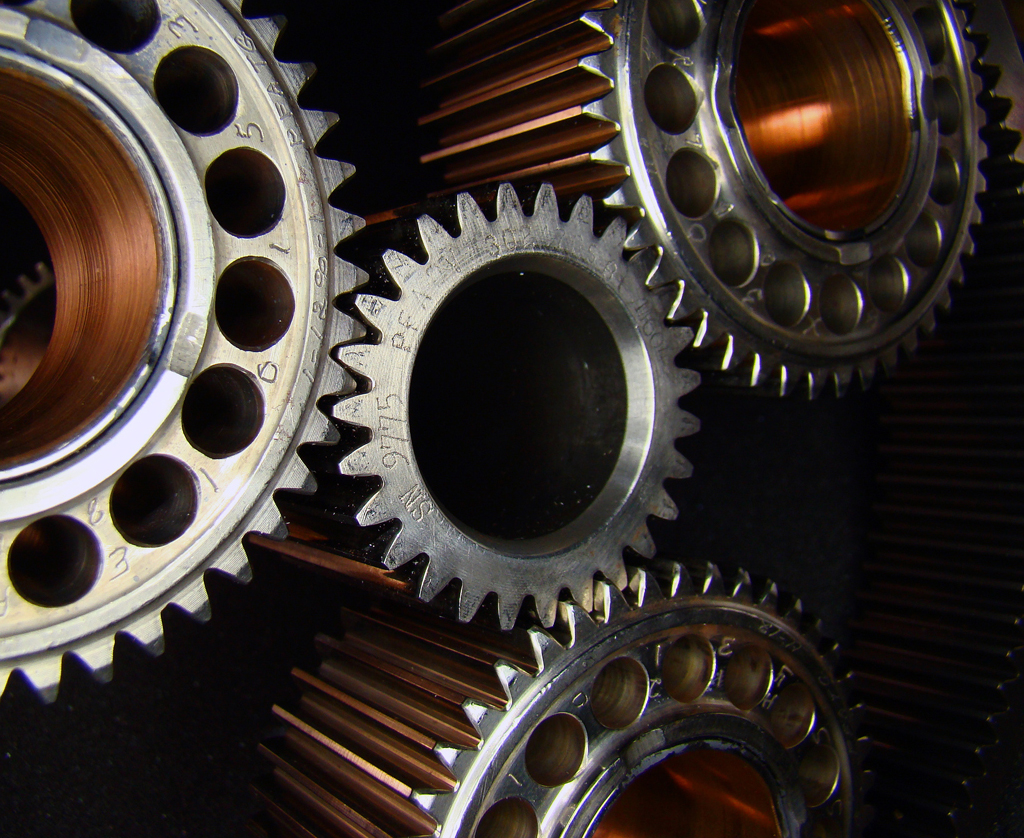
Část převodovky z motoru Pratt & Whitney Canada PT6

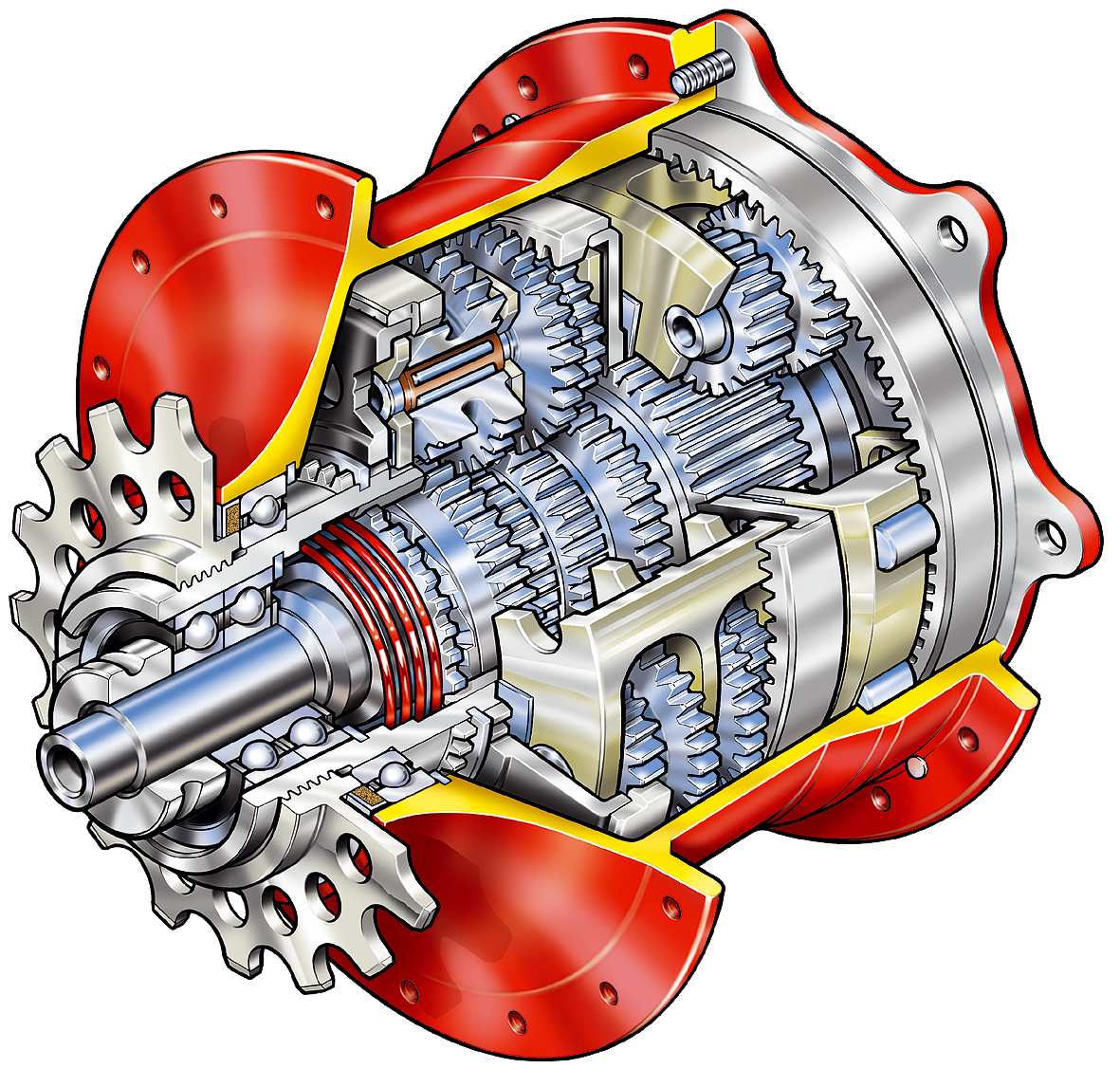
Schematický řez převodovkou Rohloff

Převodovka neboli převodová skříň je kompaktní strojní zařízení umožňující převod mezi hnacím a hnaným strojem, tj. technické zařízení, které mění silové a kinetické parametry přenášené energie. Nejčastěji mění úhlovou rychlost a točivý moment rotačního pohybu.
Převodovka se skládá z pevné skříně, která má funkci rámu, a převodového mechanismu. Skříní může být i prostor uvnitř rámu stroje. Převodovka je volitelný pevný převod. Za převodovky nepovažujeme měniče točivého momentu nahrazující spojku, ani rozvodovku bez funkce pevné změny převodového poměru.

## Členění převodovek

### Podle kinetiky
rotační ► rotační
vstupní energie do převodovky je přenášena rotačním pohybem hřídele, výstupní energie je přenášena rotačním pohybem hřídele ale s jinou charakteristikou, (jiné otáčky / jiný kroutící moment / jiný směr otáčení)
rotační ► lineární
vstupní energie do převodovky je přenášena rotačním pohybem hřídele, výstupní energie je přenášena lineárním pohybem (posuvem)
lineární ► lineární
vstupní energie do převodovky je přenášena lineárním pohybem (posuvem), výstupní energie je přenášena lineárním pohybem (posuvem)
rotační ► periodický
vstup do převodovky vykonává rotační pohyb výstup převodovky vykonává periodický rotační (kývavý) pohyb nebo periodický posuvný pohyb (tam-zpět)

### Podle funkce
lineární
výstup převodovky je vždy lineárně úměrný poloze vstupu, např. úhlu natočení hřídele
nelineární
výstup převodovky vykonává pohyb, který není přímo úměrný vstupu převodovky (spojitý, nelineární) případně může být výstup z převodovky přerušovaný (nespojitý, nelineární).

### Podle přenosu energie
obousměrné
vstup a výstup převodovky je možno zaměnit (zpravidla u jednoduchého soukolí).
jednosměrné
převodovka má určenou vstupní a výstupní stranu pro přenos energie (zpravidla vícestupňové převodovky).
samosvorné
konstrukce převodovky principiálně neumožňuje obousměrný přenos výkonu (např. šroubové a šnekové převodovky).

### Podle převodového poměru
Požadovanou funkcí převodovky s kinetikou pohybu rotační ► rotační je změna otáček a momentu mezi vstupní a výstupní hřídelí.

Převodový poměr

### A) převodovka s konstantním poměrem

#### Jednostupňová převodovka

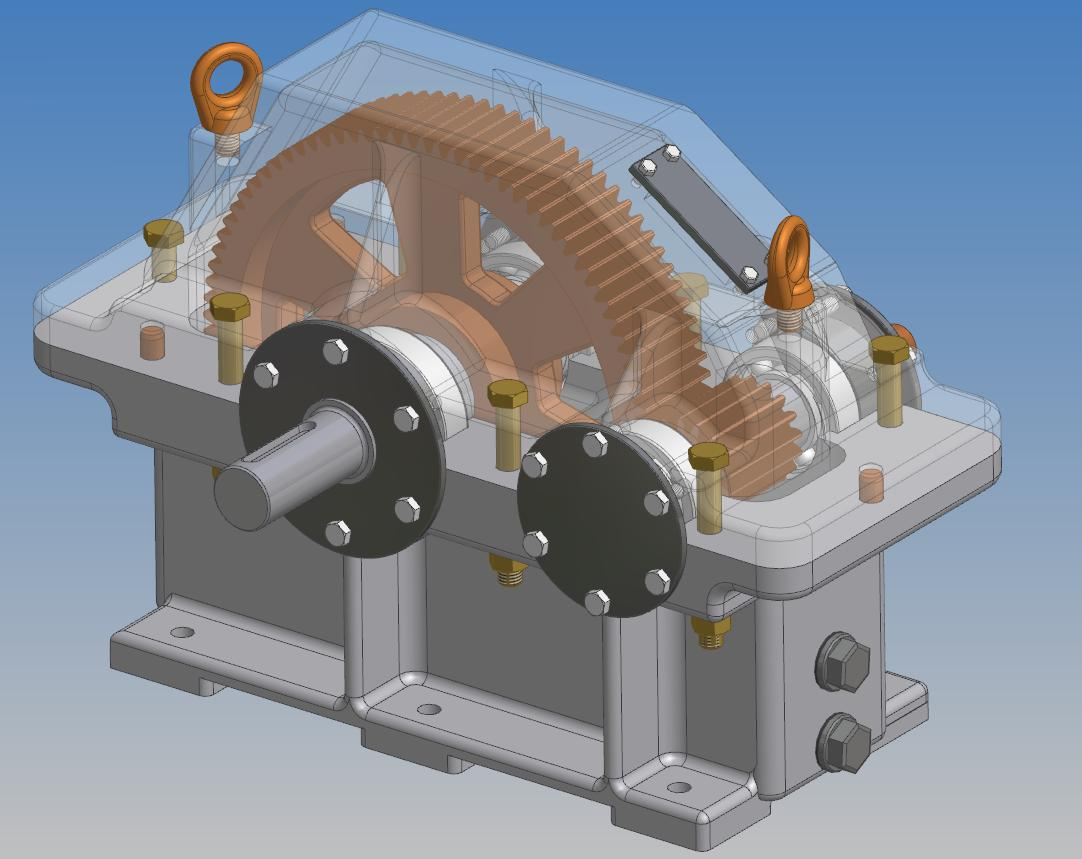
Jednostupňová převodovka

Jednostupňová převodovka, bez možnosti pevné změny převodového poměru, umístěná ve stroji se nazývá rozvodovka, neboť rozvádí točivý moment po systému.

### B) převodovka s proměnným převodovým poměrem
Vícestupňová převodovka umožňuje změnu převodového poměru mezi vstupní a výstupní hřídelí. Změna se provádí změnou vnitřního převodového poměru.

#### S plynulým převodem
Převodovka s plynulým převodem umožňuje plynulou změnu převodového poměru mezi vstupní a výstupní hřídelí. O tomto typu převodu pojednává článek o variátoru. Tento typ převodovek však neumožňuje přenos velkých výkonů. Variátor, tedy hydrodynamický měnič točivého momentu v automobilu s automatickou převodovkou nahrazuje spojku v místě mezi motorem a převodovkou.

#### Se stupňovitým převodem
Převodovka se stupňovitým převodem umožňuje změnu převodového poměru pouze ve stupních, neboli skokově. Výhodou je možnost přenosu větších výkonů.

Animace čtyřstupňové automobilové převodovky s přesuvnými koly
Animace pětistupňové automobilové převodovky se spojkami

### Podle převodového mechanismu
- S ozubenými koly
  - s čelním soukolím (s přímými, šikmými nebo šípovými zuby) – rovnoběžné vstupní a výstupní hřídele
  - s kuželovým soukolím – různoběžné vstupní a výstupní hřídele
  - se šnekovým soukolím – kolmé vstupní a výstupní hřídele
  - se šroubovým soukolím – mimoběžné vstupní a výstupní hřídele
- S řetězovým převodem
- Se speciálními mechanismy např.:

- Kinetika: rotační-period.

vstup v ose červ. kola Funkce: spojitá-nelineární Přenos: samosvorná
- Kinetika: rotační-rotační

Kinetika: rotační-lineární - vstup v ose šneku Funkce: spojitá-lineární Přenos: samosvorná
Kinetika: rotační-lineární - vstup/výstup na hřídeli Funkce: spojitá-lineární Přenos: obousměrná
Kinetika: lineární-lineární - vstup/výstup na táhle Funkce: spojitá-lineární Přenos: obousměrná

vstup v ose zel. kola Funkce: nespoj.-nelineár. Přenos: samosvorná
Kinetika: rotační-rotační - vstup v ose šneku Funkce: nespoj.-nelineár. Přenos: samosvorná

- Kinetika: rotační-rotační
- vstup v ose šneku
Funkce: nespoj.-nelineár.
Přenos: samosvorná

- Kinetika: rotační-lineární
- vstup v ose šneku
Funkce: spojitá-lineární
Přenos: samosvorná
- Kinetika: rotační-lineární
- vstup/výstup na hřídeli
Funkce: spojitá-lineární
Přenos: obousměrná
- Kinetika: lineární-lineární
- vstup/výstup na táhle
Funkce: spojitá-lineární
Přenos: obousměrná

### Podle konstrukce skříně
- se skříní dělenou v ose
- se skříní dělenou kolmo na osu
- kompaktní